# Noreena maria
Noreena maria is een vlinder uit de familie van de Lycaenidae. De wetenschappelijke naam van de soort is voor het eerst geldig gepubliceerd in 1986 door Johnson, Eisele & MacPherson.